# Рубцов, Никанор Трофимович
Никано́р Трофи́мович Рубцо́в (1901—1943) — сержант Рабоче-крестьянской Красной Армии, участник Великой Отечественной войны, Герой Советского Союза (1943).

## Биография
Никанор Рубцов родился 29 декабря 1901 года в селе Подколодновка (ныне — Богучарский район Воронежской области). Окончил семь классов школы. В 1918—1924 годах проходил службу в Рабоче-крестьянской Красной Армии, участвовал в боях Гражданской войны. Демобилизовавшись, проживал и работал в Харькове. В 1941 году Рубцов повторно был призван в армию. С июля того же года — на фронтах Великой Отечественной войны.
К октябрю 1943 года гвардии сержант Никанор Рубцов командовал орудием 98-го гвардейского отдельного истребительного противотанкового дивизиона 89-й гвардейской стрелковой дивизии 37-й армии Степного фронта. Отличился во время битвы за Днепр. В ночь с 30 сентября на 1 октября 1943 года расчёт Рубцова одним из первых переправился через Днепр в районе села Келеберда Кременчугского района Полтавской области Украинской ССР и принял активное участие в боях за захват и удержание плацдарма на его западном берегу. В тех боях он лично уничтожил ряд огневых точек противника. 6 октября 1943 года в бою Рубцов уничтожил 1 танк противника, но и сам получил тяжёлое ранение, от которого умер в тот же день. Похоронен в братской могиле в селе Кобелячек Кременчугского района.
Указом Президиума Верховного Совета СССР от 20 декабря 1943 года за «мужество, проявленное при форсировании Днепра» гвардии сержант Никанор Рубцов посмертно был удостоен высокого звания Героя Советского Союза. Также был награждён орденами Ленина, Отечественной войны 1-й степени и Красной Звезды, медалью.
В честь Рубцова названа улица в Богучаре.